# Bibavou
Bibavou är en ort i Komorerna.   Den ligger i distriktet Grande Comore, i den nordvästra delen av landet, 15 km norr om huvudstaden Moroni. Bibavou ligger 70 meter över havet och antalet invånare är 733. Den ligger på ön Grande Comore.
Terrängen runt Bibavou är huvudsakligen kuperad, men åt sydväst är den platt. Havet är nära Bibavou västerut. Runt Bibavou är det tätbefolkat, med 411 invånare per kvadratkilometer. Närmaste större samhälle är Moroni, 14,6 km söder om Bibavou. Omgivningarna runt Bibavou är en mosaik av jordbruksmark och naturlig växtlighet.